# Manisa (Turquia)
|  | Per a altres significats, vegeu «Província de Manisa». |

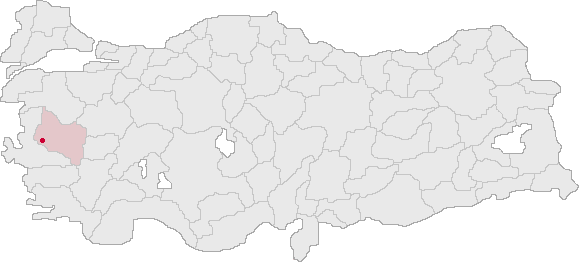
Manisa

Manisa (turc otomà: مانيسا; grec: Μαγνησία) és una ciutat de l'oest de Turquia, a la regió de l'Egeu i capital de la província de Manisa. Té una població de 281.890 habitants. Antigament, la ciutat es va dir Magnèsia del Sipilos, a causa de la muntanya que s'eleva sobre la ciutat, la muntanya Sipilos als pendents nord-est de les modernes muntanyes de Manisa Dağı. Durant l'època otomana, molts dels fills dels sultans eren educats a Manisa, pel que actualment es coneix com la "ciutat dels prínceps" o "ciutat dels Şehzade" (Şehzadeler şehri), títol que només comparteix amb Amasya i Trebisonda. Actualment, Manisa és un centre industrial i de serveis en plena expansió que s'ha vist beneficiat per la seva proximitat a la ciutat d'Esmirna i el seu hinterland, riques en quantitat i en varietat agrícoles. Durant la dècada de 1990, Manisa ha triplicat la seva mida amb la construcció de nous edificis, zones industrials i el campus de la universitat Celal Bayar. Al sud de la ciutat hi ha el riu Gaziz
Per primera vegada el 2004 i altre cop el 2006/ 2007, Manisa es va col·locar al capdavant de les ciutats turques quant a la rendibilitat, el transport i el desenvolupament de la inversió estrangera directa respecte a les ciutats estudiades a 13 regions d'Europa per la revista fDi del diari Financial Times.
Manisa és una ciutat molt visitada, especialment durant les festes de març i setembre, a més dels visitants del Parc Nacional de la muntanya Sipilos. A més, molts turistes la utilitzen com a punt de sortida per visitar altres llocs com Sardes i Alaşehir (l'antiga Filadelfia). La seva proximitat a Esmirna influeix enormement en el ritme de vida de Manisa, amb nombrosos treballadors que viatgen cada dia d'una ciutat a una altra per una autopista que, en menys de mitja hora, arriba a cobrir una diferència d'altitud de més de 500 metres i creua el mític paisatge de la muntanya Sipilos.
La Manisa actual s'associa normalment amb l'empresa d'electrodomèstics Vestel, encara que la seva economia no depèn d'una única empresa. Manisa va registrar una inversió estrangera directa d'uns 200 milions de dòlars el 2004. Conegudes empreses, com la italiana Indesit, l'alemanya Robert Bosch GmbH i les britàniques Rexam i Imperial Tobacco han invertit a Manisa.
La ciutat també acull al club de futbol Vestel Manisaspor, que juga a la Superlliga de Turquia.

## Història

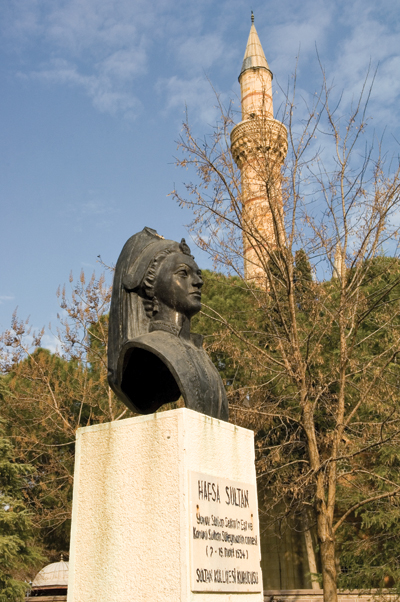
Bust d'Ayşe Hafsa Sultan

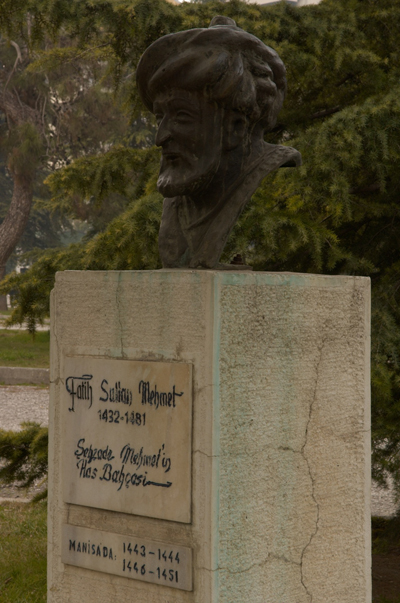
Bust de Mehmet II que va viure a la ciutat al segle XV

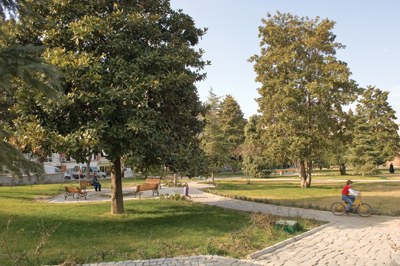
Parc a Manisa

Les restes prehistòriques de la regió de Manisa, encara que escasses, n'inclouen dos molt interessants que donen llum sobre el passat de l'Anatòlia occidental. Els primers són més de cinquanta empremtes humanes fossilitzades que daten pels volts de 20.000-25.000 aC, descobertes el 1969 per la Maden Tetkik Arama, entitat estatal turca encarregada de les exploracions minerals, al poble de Sindel, prop del districte de Salihli, i conegudes amb el nom del poble. Algunes d'aquestes empremtes es poden veure al Museu de Manisa. Les segones restes són les tombes de l'època de Troia (3000-2500 aC) del poble de Yortan, prop del centre del districte de Kirkağaç, al nord de Manisa. Les originals pràctiques observades als tres sepulcres van donar lloc a la definició de la «cultura Yortan» en la prehistòria d'Anatòlia, encara que existeixen nombrosos aspectes que encara queden per descobrir.
El centre i el sud de l'oest d'Anatòlia van entrar en la història amb l'encara fosc regne d'Arzawa, el seu veí, i, a partir de l'any 1320 aC, vassall de l'Imperi Hitita. Durant el primer mil·lenni aC van emergir els meonis, que aconseguirien la independència segles després sota el nom de la civilització lídia i la capital del qual va ser la ciutat de Sardes, situada més cap a l'interior, i que constituïa la frontera oest de la regió de Manisa. Existeixen diferents llegendes que envolten els personatges històrics de la zona, com el governador local Tàntal, el seu fill Pèlops, la seva filla Níobe; i la marxa d'una part important de la població per fundar en lo que avui és Itàlia, la que seria la futura civilització etrusca; totes les llegendes estan enfocades a la muntanya Sipilos, on es va ubicar probablement el primer assentament humà. També es creu que la muntanya va poder ser l'escenari de la història de Filemó i Baucis, encara que altres fonts associen aquesta història amb Tyana, l'actual Kemerhisar, prop de Nide.
En l'antiguitat clàssica, la ciutat es coneixia amb el nom Magnèsia del Sipilos i va tenir un important paper per ser el lloc on, l'any 190 aC, Antíoc III el Gran va ser derrotat en la batalla de Magnèsia per l'Imperi Romà. Sota el domini romà, la ciutat va guanyar en importància. Tanmateix, un terratrèmol gairebé la va destruir sota el regnat de Tiberi, que la va restaurar i que va fer que tornés a florir. Va mantenir la seva prosperitat en època romana d'Orient sent seu d'un bisbat. Després de la conquesta llatina de Constantinoble Joan Ducas la va governar. Joan va morir el 1255 i en aquest temps encara existia el bisbat però havia desaparegut un segle després, segurament després de la conquesta turca.
El cap turcman Saruhan o Sarukhan (+1345) la va ocupar el 1313 i la va convertir en capital del seu beylik que va durar quasi tota la resta del segle. Ibn Battuta la va visitar en el seu regnat i l'esmenta com a Maghnisiyya. La mesquita d'Ulu (Ulu Djami) construïda en aquest temps, es va fer amb materials romans d'Orient. Els saruhanoğullari van conservar el poder fins al 1390 o 1391 quan foren conquerits per Baiazet I que la va donar en feu a un dels seus fills. Després de la victòria de Tamerlà a Ankara el juliol de 1402 va cedir la ciutat al seu net Muhammad, retornant al cap d'uns mesos a un príncep dels saruhanoğullari, de nom Khidr Shah Beg, però aquest fou deposat i mort per l'otomà Mehmet I el 1410.
Sota el domini dels otomans a partir d'aquesta data, va ser una ciutat pròspera i es va desenvolupar a un ritme constant, especialment a mitjans del segle xvi. Com a capital de la província de Saruhan, el desenvolupament de la ciutat es va veure reforçat en ser elegida centre de formació dels shahzades (els fills grans dels sultans), convertint-se en una de les zones més riques de l'Imperi, amb nombrosos exemples d'arquitectura otomana. El sultà Murat II s'hi va retirar després de la seva abdicació, però en va sortir per anar a combatre els croats hongaresos, retornant després de la seva victòria de Varna; les restes del seu palau i jardins encare es poden veure. Al segle xvi el seu creixement fou moderat: el 1537 tenia de 6 a 7 habitants i el 1575 va passar a entre 7 i 8 mil habitants; aquest creixement moderat és remarcable perquè és l'antesala de la cort i haver allotjat en aquest segle diversos prínceps hereus i que en aquest temps foren construïts nombrosos edificis públics entre els quals la mesquita Khatuniyya, obra de la mare Husnishah del príncep Shahinshah; la Sultaniyya (que tenia agregats pel manteniments botigues i taxes a Urla, prop d'Esmirna) fou fundada per la mara de Solimà el Magnífic, Hafsa Sultan.
L'exportació de vi i cotó fou prohibida per assegurar el subministrament a Istanbul però després revocada el 1620; l'exportació de cotó es va desenvolupar en la resta del segle i el següent. En aquest temps va dominar la ciutat una família de notables els Kara Osman Oğullari. El 1671/1672 fou visitada per Ewliya Çelebi que elogia la mesquita Muradiyya i els cafès de la ciutat i esmenta que hi havia unes 3000 botigues a més de dos mercats (un convertit en mesquita). El 1700 el viatger francès Pitton de Tournefort, que va visitar la ciutat, declarava que només es podia veure com activitat, el comerç de cotó.
Al voltant de l'any 1700, Manisa comptava amb 2.000 contribuents i 300 fundacions religioses (wakf), era coneguda a més de pels seus mercats de cotó, per un tipus de cuir que rebia el nom de la ciutat. Progressivament però era eclipsada per Esmirna. En els anys de més riquesa, una nombrosa població es va assentar a la ciutat, que s'havia convertit a més en una de les últimes parades de les caravanes provinents de l'est, quan Esmirna estava encara en les seves primeres fases de creixement.
Al segle xviii els Kara Osman Oğlu foren derebeys de Manisa estenent la seva autoritat de Saruhan a la mar de Màrmara al nord. Van controlar la regió fins al 1829 quan el govern otomà va anar eliminant als derebeys i va establir a Manisa als seus propis funcionaris. L'administració d'aquesta família és elogiada per l'anglès G. T. Keppel.
Al final del segle xix Manisa formava part del wilayat d'Aydın; la decadència era evident i la població ho reflectia; Cuinet considerava que Manisa tenia 35.000 habitants mentre Esmirna en tenia 200.000. El 1898 Sami Bey fixa la població de Manisa en 36.252 persones (21.000 musulmans, 10.400 grecs, 2.000 armenis i més de 3.000 d'altres). Després de la I Guerra Mundial va patir serioses destruccions en la guerra contra els grecs i al primer cens de la república després del 1924 tenia només 28.664 habitants. El 1950 tornava a superar els 35.000 i el 1975 va arribar a 78.114 habitants.

## Llocs d'interès
La mesquita Sultan (Sultaniyya), del segle xvi, va ser construïda per Aye Hafsa Sultan, la mare de Solimà I el Magnífic. En el seu honor, cada any, el mes de març, se celebra el festival Mesir Macunu al voltant de la mesquita (amb un dolç amb espècies, segons diuen, millora la salut i restaura la joventut, conegut en els últims anys com el "Viagra turc"). La mesquita forma part d'un gran külliye, un centre religiós on es troba, entre altres edificis, l'hospital, o darüifa. Especialitzat en malalties mentals, el centre mèdic es va mantenir en funcionament fins a principis del segle xx, quan es van construir nous edificis en el mateix complex. Fins fa poc temps, les dues úniques institucions de Turquia especialitzades en malalties mentals es trobaven a Istanbul (al districte de Bakirköy) i a Manisa, el que va donar lloc a una sèrie de qualificatius que enaltien l'esperit provocador dels habitants de Manisa.
Una de les figures més conegudes del segle xx va ser Ahmet Bedevi, el tarzà de Manisa, símbol de la ciutat que va ajudar a protegir el medi ambient a tot el país i a despertar la consciència referent a això. A més, va aconseguir protegir i enriquir els boscos de la muntanya Sipilos sense pràcticament cap ajuda.
La mesquita Muradiye, del segle xvi, va ser construïda per l'arquitecte Sinan i finalitzada per Sedefhar Mehmet Ağa. L'antiga madrassa de Murad Bey allotja actualment el Museu Arqueològic de Manisa.
Cada mes de setembre, Manisa celebra la festa de la verema. La ciutat està envoltada de vinyes, que produeixen raïm suficient com per vendre a Esmirna i produir vi.

## Personalitats
- Tàntal, fundador de Tantalis i pare de Pèlops i Níobe
- Pausànies (lloc de naixement incert), viatger i geògraf grec del segle ii
- Tekeli Lala Mehmed Pasha, gran visir otomà
- Gelenbevi Ismail Efendi, matemàtic otomà
- Mehmed Eşref (Şair Eşref), gran poeta del segle xix

## Agermanaments
- Skopje, Macedònia del Nord[7]
- Prijedor, Bòsnia i Hercegovina
- Ingolstadt, Alemanya
- Milwaukee, EUA